# Luigi Bellardi
Luigi Bellardi (Genova, 18 maggio 1818 – Torino, 17 settembre 1889) è stato uno zoologo, paleontologo ed entomologo italiano.

## Biografia
Laureato in Giurisprudenza per volontà della famiglia, inizia ben presto a studiare i molluschi fossili, pubblicando a soli ventidue anni il primo articolo scientifico in materia, incentrato sui gasteropodi.
A partire dal 1854 amplia gli interessi all'entomologia e si specializza nello studio dei ditteri, dando alle stampe un Saggio di ditterologia messicana nel 1859.
Nel 1872 inizia la stesura di un testo di riferimento della paleontologia, I molluschi dei terreni terziarii del Piemonte e della Liguria, poi portato a compimento dal geologo Federico Sacco nel 1904.
È stato docente di Storia naturale al Liceo Gioberti e conservatore delle collezioni paleontologiche del Regio Museo di Geologia dell'Università di Torino.
La sua collezione entomologica è stata conferita al Museo regionale di scienze naturali del Piemonte.

## Opere
- L. Bellardi, Saggio di ditterologia messicana, Torino, Stamperia Reale, 1859
- L. Bellardi, Nozioni elementari di storia naturale applicata, Torino, Paravia, 1863
- L. Bellardi, F. Sacco, I molluschi dei terreni terziarii del Piemonte e della Liguria, Torino, Stamperia Reale, 1904

| Bellardi è l'abbreviazione standard utilizzata per le specie animali descritte da Luigi Bellardi. Categoria:Taxa classificati da Luigi Bellardi |